# August Wünsche
Karl August Wünsche (* 22. August 1838 in Hainewalde bei Zittau; † 15. November 1912 in Dresden) war ein evangelischer Theologe und Hebraist.

## Leben und Wirken
Wünsche studierte von 1860 bis 1866 Theologie und Orientalistik in Leipzig. Ab 1866 war er Lehrer an der Realschule in Leipzig, 1869 bis 1905 Oberlehrer an der städtischen höheren Töchterschule in Dresden. Er war bekannt als Agada-Übersetzer und gab mit Jakob Winter eine mehrbändige Geschichte der jüdischen Literatur heraus (1894–1896).

## Bibliothek
Wünsche trug eine bedeutende Bibliothek zusammen, die er der Israelitischen Religionsgemeinde zu Dresden vermachte. Die Gemeinde stellte die Wünsche-Bibliothek gesondert auf. 1927 erschien ein Katalog. Bald nach der Reichspogromnacht wurde die Bibliothek beschlagnahmt und im Sommer 1939 nach Berlin überführt. Nur noch einzelne versprengte Bände daraus konnten inzwischen identifiziert und restituiert werden.

## Werke
- Neue Beiträge zur Erläuterung der Evangelien aus Talmud und Midrasch, Göttingen 1878; Nachdruck: Olms, Hildesheim 2005.
- Jakob Winter / August Wünsche (Hrsg.): Die jüdische Literatur seit Abschluss des Kanons. Eine prosaische und poetische Anthologie mit biographischen und literargeschichtlichen Einleitungen. Trier 1894–1896 (Digitalisat); Nachdruck: Olms, Hildesheim 1965.
  - Band 1: Geschichte der jüdisch-hellenistischen und talmudischen Literatur, zugleich eine Anthologie für Schule und Haus. Trier 1894.
  - Band 2: Geschichte der rabbinischen Literatur während des Mittelalters und ihrer Nachblüte in der neueren Zeit. Trier 1894.
  - Band 3: Geschichte der poetischen, kabbalistischen, historischen und neuzeitlichen Literatur der Juden. Trier 1896.
- Schöpfung und Sündenfall des ersten Menschenpaares. Leipzig 1905.
- Die Schönheit des Alten Testaments (= Die Schönheit der Bibel. Bd. 1). Leipzig 1906.
- Bibliotheca rabbinica: Eine Sammlung alter Midraschim. Zum ersten Male ins Deutsche übertragen. Schulze, Leipzig 1880–1885 (Digitalisat).
  - Der Midrasch Bereschit Rabba (Bibliotheca Rabbinica). 1880.
  - Pesikta des Rab Kahana (Bibliotheca Rabbinica). 1885.
  - Der Midrasch Mischle. 1885.
  - Der Midrasch zum Buche Esther. 1881.
  - Der Midrasch Debarim Rabba. 1882.
  - Der Midrasch Kohelet. 1880.
  - Der Midrasch Schir Ha-Schirim. 1880.
  - Der Midrasch Echa Rabbati. 1881.
  - Der Midrasch Bemidbar Rabba. 1885.
  - Der Midrasch Schemot Rabba. Mit Noten und Verbesserungen von Julius Fürst und David Oscar Straschun. 1882.
  - Der Midrasch Ruth Rabba. 1883.
  - Der Midrasch Wajikra Rabba. 1884. (Digitalisat)
- Der Sagenkreis vom geprellten Teufel. Akademischer Verlag, Leipzig und Wien 1905.[4]